# Nombre hyperréel
Ne doit pas être confondu avec Nombre réel, Nombre surréel, Nombre superréel ou Nombre pseudo-réel.

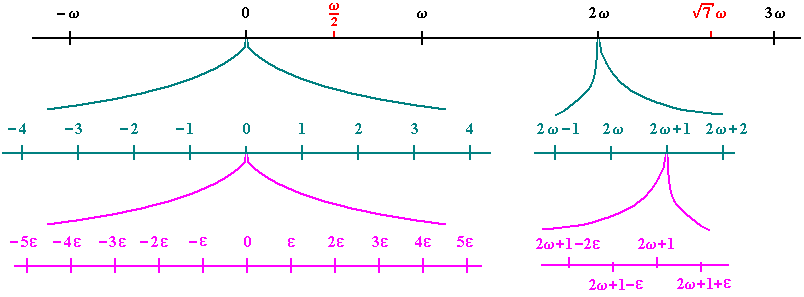
Représentation des infinitésimaux (ε) et infinis (ω) sur la droite des nombres hyperréels (1/ε = ω)

En mathématiques, le corps ordonné des nombres hyperréels constitue une extension, notée *ℝ, des nombres réels usuels, permettant de donner un sens rigoureux aux notions de quantité infiniment petite ou infiniment grande. On peut éviter alors l'emploi des passages à la limite et des expressions conditionnées par une valeur ε « aussi petite que l’on veut ». Il n'y a pas unicité de l'ensemble *ℝ, mais le choix d'une extension en particulier n'a que peu d'incidence en pratique.
Tout comme on peut construire l'ensemble des nombres réels à partir de suites de nombres rationnels, on peut construire un modèle des nombres hyperréels à partir de suites de nombres réels. Techniquement, on utilise une ultrapuissance pour construire cette extension. D'une manière équivalente, on peut définir les nombres hyperréels par le biais d'un modèle non standard des nombres réels.

## Introduction: pourquoi les hyperréels?
Les « infiniment petits » de l'analyse du XVIIe siècle, qui furent exploités systématiquement par Leibniz, Jean Bernoulli, Euler, et bien d'autres, avaient suscité de violentes critiques, assez semblables à celles provoquées par l'introduction de « nombres imaginaires » de carré négatif. Mais contrairement à ces derniers, les problèmes techniques correspondants (tels que la négation de l'axiome d'Archimède) ne purent être résolus, ce qui amena la disparition progressive des infinitésimaux et leur remplacement, dû à Bolzano, Cauchy et Weierstrass, par les notions modernes de limite, de continuité, etc.
Cependant, on pouvait encore envisager d'adjoindre aux réels de nouveaux objets permettant de rendre rigoureux les raisonnements utilisant les infiniment petits, et diverses tentatives furent faites dans ce sens (par exemple par Hadamard et du Bois-Reymond), mais cela sans grand succès, pour des raisons que seule la logique mathématique devait rendre claires.
Dès 1930, les travaux de Skolem montrèrent cependant qu'une extension des réels autorisant un véritable calcul infinitésimal était possible. Il existe d'ailleurs en réalité plusieurs de ces extensions, mais le choix exact de l'une d'entre elles n'a pas de grandes conséquences pratiques (bien qu'elles ne soient pas toutes isomorphes) ; on appelle en général « nombres hyperréels » l'une quelconque d'entre elles.
Un nombre hyperréel (non réel) pourra représenter ainsi, par exemple, une quantité « plus grande que tout entier » (donc « infiniment grande ») ou « plus petite que l'inverse de tout entier » (donc infinitésimale), ou encore une quantité infiniment proche de 1, mais strictement plus petite que lui.

## Historique
En 1948, Edwin Hewitt, dans le cadre de ses travaux sur les anneaux de fonctions réelles, définissait des objets identifiables à ces nombres, et leur a donné le nom « hyper-real ». Jerzy Łoś (en) montra en 1955 que ces corps avaient toutes les propriétés d'une extension élémentaire (en) des réels.
C'est au début des années 1960 qu’Abraham Robinson, dans le cadre de ses travaux sur l'analyse non standard, devait définir les nombres hyperréels et leur donner leur nom actuel, en faisant d'ailleurs explicitement référence aux travaux de Hewitt. Robinson rejoignait les préoccupations de Leibniz (et des autres analystes du XVIIe siècle) cherchant à donner un sens aux nombres infiniment grands et infiniment petits, vus comme des nombres ayant « presque » toutes les propriétés des réels usuels (ou standards).
La construction de Robinson utilisait essentiellement la théorie des modèles. Une construction plus explicite à l'aide d'ultraproduits (et qui rejoignait les constructions de Hewitt) fut découverte quelques années plus tard, et c'est celle qui va être exposée ici. Par la suite, une approche axiomatique plus générale de l'analyse non standard, la théorie des ensembles internes (Internal Set Theory, ou IST), fut proposée par Edward Nelson : elle se base sur l'axiomatique de Zermelo-Fraenkel à laquelle sont ajoutés trois axiomes nouveaux ; la description détaillée de ces axiomes et de leurs conséquences est donnée dans l'article : analyse non standard. Dans cette dernière approche (qui a d'ailleurs des applications beaucoup plus générales que la construction d'infinitésimaux), on ne crée pas à proprement parler de nouveaux réels, mais on distingue parmi les réels une collection (qui n'est pas un ensemble) de réels standards, les autres se comportant par rapport à ceux-là comme des infiniment petits ou des infiniment grands par exemple.

## Construction
L'objectif est de construire un surcorps *ℝ de ℝ possédant des nombres infiniment grands et infiniment petits. Ce surcorps devra rester totalement ordonné et vérifier que tout nombre x non infiniment grand s'écrit x*+ε avec x* un nombre réel et ε un nombre infinitésimal.
Cette construction fait assez naturellement intervenir des suites de nombres réels ; ainsi la suite {\displaystyle (1/n)} s'interprète comme un nombre infiniment petit et la suite {\displaystyle (n)} comme un infiniment grand. Les nombres réels sont préservés dans les suites constantes. L'addition et la multiplication des suites fournissent de bonnes bases pour obtenir une structure de corps. Malheureusement il manque l'ordre total : il n'est pas clair que le nombre hyperréel correspondant à la suite oscillante (1 ; -1 ; 1 ; -1 ; ...) soit strictement positif ou strictement négatif. On observe cela dit qu'étant données deux suites de réels, les ensembles d'indices où l'une est supérieure à l'autre sont complémentaires. Choisir un ordre total sur les nombres hyperréels est donc équivalent à choisir une partie de ℕ dans chaque couple de parties (A;ℕ\A). Ce dernier choix amène directement à la notion d'ultrafiltre sur ℕ, de laquelle découle toute la construction qui suit.
La construction des hyperréels se fait à partir d'un ultrafiltre U sur ℕ qui ne contient aucune partie finie de ℕ (on dit que c'est un ultrafiltre libre). On ne peut malheureusement pas exhiber un tel ultrafiltre U, dont l'existence repose sur le raffinement du filtre des parties cofinies de ℕ par le lemme de Zorn, et donc en définitive sur l'axiome du choix.
On construit l'ensemble M des suites de réels {\displaystyle (z_{n})} dont l'ensemble des indices n où {\displaystyle z_{n}=0} est un élément de l'ultrafiltre. On peut écrire de manière condensée {\displaystyle M=\{a\in \mathbb {R} ^{\mathbb {N} }\mid a^{-1}(\{0\})\in U\}}.
Un tel ensemble M est un idéal maximal de l'anneau commutatif des suites de réels ℝℕ. Donc l'anneau quotient ℝℕ/M est un corps commutatif ordonné qui contient ℝ.
Cet ensemble (muni des lois induites par le quotient) est un surcorps de ℝ totalement ordonné. Il contient par exemple l'infiniment petit (1 ; 1/2 ; 1/3 ; … ; 1/n ; …) (ou plus précisément la classe d'équivalence de cette suite). On perd par contre le théorème de la borne supérieure sur les nombres hyperréels.
On note que le cardinal de *ℝ est {\displaystyle 2^{\aleph _{0}}} et donc cet ensemble est équipotent à ℝ ; cependant, l'ensemble exact obtenu dépend de l'ultrafiltre choisi : tous les systèmes de nombres hyperréels construits ainsi ne sont pas nécessairement isomorphes entre eux. Ils sont cependant isomorphes si l'on admet l'hypothèse du continu,.

## Définitions
Un nombre hyperréel x est dit
- infinitésimal ou infiniment petit (IP) si |x| est inférieur à tout réel strictement positif ;
- infiniment grand (IG) si 1/x est infinitésimal ;
- appréciable (AP) s'il n'est ni infiniment petit ni infiniment grand.

En particulier, quel que soit le nombre réel a strictement positif, x un infinitésimal strictement positif, et X un infiniment grand positif, on a : -X < -a < -x < 0 < x < a < X.
Pour tout x appréciable, il existe un réel unique, la partie standard (ou l'ombre) de x, noté x*, tel que x-x* soit infinitésimal ; l'écriture en x*+ε de tout nombre hyperréel non infiniment grand provient d'une simple dichotomie (dans ℝ) autorisée par l'ordre total sur *ℝ. En effet un nombre hyperréel non infiniment grand est contenu dans un segment à bornes réelles ; on coupe successivement ce segment en 2 pour encadrer le nombre hyperréel de plus en plus précisément. Par le théorème des segments emboîtés, on obtient ainsi le nombre réel unique x*.

## Un exemple d'utilisation
Avec les définitions précédentes, beaucoup de notions de l'analyse classique s'expriment de manière plus simple : ainsi, si {\displaystyle \varepsilon } est un infinitésimal non nul, la dérivée de f en a est l'ombre (la partie standard) de l'hyperréel {\displaystyle {\frac {f(a+\varepsilon )-f(a)}{\varepsilon }}} : tout se passe comme si on n'avait plus besoin de la notion de limite. On trouvera d'autres exemples (et des précisions sur la validité de ces raisonnements) dans l'article Analyse non standard.